# Contarinia caraganicola
Contarinia caraganicola är en tvåvingeart som beskrevs av Marikovskij 1955. Contarinia caraganicola ingår i släktet Contarinia och familjen gallmyggor. Inga underarter finns listade i Catalogue of Life.